# Vincent Lowy
Pour les articles homonymes, voir Lowy.
Vincent Lowy, né à Tassin-la-Demi-Lune en 1971, est un historien du cinéma français, enseignant-chercheur en études cinématographiques.
Spécialiste des rapports entre cinéma et histoire, il s'intéresse à la question des représentations filmiques du passé et de l’actualité, il  jette un nouveau regard français sur  l’antisémitisme, la représentation de l’holocauste et de la douleur au cinéma ;  il s’intéresse  au pacifisme, aux aspects politiques  et sociaux du cinéma à l’ère de l’accès ordinaire au cinéma hollywoodien et à la mondialisation.

## Biographie
Docteur en sciences de l'information et de la communication, il a été maître de conférences à l'université de Haute-Alsace à Colmar puis à l'université de Strasbourg. Spécialiste du cinéma mémoriel, Vincent Lowy a réalisé plusieurs films documentaires et dirigé plusieurs collections de livres pour les Éditions Le Bord de l'eau.
De 2013 à 2017, il a dirigé à Nancy l'Institut européen de cinéma et d'audiovisuel, entité de l'université de Lorraine, où il a enseigné comme professeur des universités à partir de 2011. Il a été nommé directeur de l'École nationale supérieure Louis-Lumière en remplacement de Francine Lévy en septembre 2017. Il est nommé en 2022 pour un deuxième mandat de cinq ans. Cependant les récentes mesures de sa direction se heurtent à une forte mobilisation du corps enseignant et des étudiants,. Il démissionne en février 2025 suite à un rapport de l'IGESR (Inspection générale de l'éducation, du sport et de la recherche) préconisant son départ. Départ surprise du directeur de l’école de cinéma Louis-Lumière

## Filmographie
- Les ventricules de Splacknuck, 1 DVD vidéo (35 min) Édition Cie Lyonnaise de cinéma, cop. 1994, (BNF 38305585).
- Victor Basch (1863-1944), dreyfusard de combat, réalisateur et scénario, 1 DVD monoface (56 min), 2006.
- Bernard Chardère ou le cinéma comme humanisme, auteur-réalisateur Vincent Lowy, centre national de cinématographie, 1 fichier vidéo numérique (26 min) 2008- 2010. Paris, Centre national du cinéma et de l'image animée. 1 DVD monoface, (51 min)
- Marcel Ophüls et Jean-Luc Godard: la rencontre au théâtre Saint-Gervais de Genève, metteur en scène et coréalisateurs avec Frédéric Choffat, 2011.Documentaire, 45 minutes, HD. (Les Films du Tigre 2011), (BNF 43521271).

## Publications (sélection)
- La Maman et la Putain de Jean Eustache, politique de l'intime (avec Arnaud Duprat, co-dir.), collection Ciné-focales, Lormont, Le Bord de l'eau Éditions, 2020, 215 p.
- Hervé Dumont, William Dieterle (1893-1972), un humaniste au pays du cinéma, Paris, CNRS, édition de la Cinémathèque française, 270 p., 2002. ; republié dans Questions de communication, avril 2003[5].
- La conférence de Munich à l'écran, sous la direction de Roger Viry-Babel, thèse soutenue le 8 décembre 2000 à Nancy, Lille, Atelier national de reproduction de thèses, 2001.
- L'HISTOIRE INFILMABLE : Les camps d'extermination nazis à l'écran, Paris, L'Harmattan, 2001, 234 p. (ISBN 978-2-296-20173-6, présentation en ligne)
- Guère à la guerre, ou le pacifisme dans le cinéma français (1936-1940)  (préf. Madeleine Rebérioux, postface Raymond Chirat), Paris, L'Harmattan, 2006, 228 p. (ISBN 978-2-296-14991-5, présentation en ligne)[6].
- La mort d'un lac, Cahiers Jaurès, no 179, 2006.
- Marcel Ophüls  (préf. Michel Ciment et entretiens avec Sophie Brunet, Marc Ferro et Marcel Ophuls), Latresne, éditions Le Bord de l'eau, 2008, 268 p. (ISBN 978-2-35687-004-9, présentation en ligne)[7].
- Cinéma et mondialisation : une esthétique des inégalités, Lormont, Le Bord de l'eau, 2011, 170 p. (ISBN 978-2-35687-105-3, présentation en ligne)[8]
- Le fils de Saul : la banalité du bien, The Conversation, illustration de Rémi Malingrëy, 2016.
- Ophir Levy, images clandestines. Métamorphoses d'une mémoire visuelle des "camps", Paris, Hermann, collection « L'Esprit du cinéma », 2016, 298 p. ; republié dans Questions de communication, no 31, 2017[9].
- Claude Singer. Le juif Süss et la propagande nazie. L'histoire confisquée, Paris, éditions Les Belles Lettres, 348 p., 2003 ; republié dans Questions de communication, no 5, janvier 2004[10].

Préface
- L'autre et ses représentations au cinéma: idéologies et discours, sous la direction de Françoise Richer-Rossi, postface de Michel Prum, Paris, L'Harmattan, 2013.

Éditeur scientifique
- Dardenne par Dardenne, entretiens avec Michel Ciment, Jean-Pierre et Luc Dardenne, édition établie et préfacée par Vincent Lowy, entretiens transcrits par Anne-Laure Lallemant, Lauriane Muller et Hugo Soudière, Lormont, Bruxelles, éditions Le Bord de l'eau, 2016., 1. vol., 17.p.,

Collaborations
- L'Affaire Dreyfus : nouveaux regards, nouveaux problèmes, actes du colloque de Rennes, 23, 24 et 25 mars 2006 sous la direction de Michel Drouin, André Hélard, Philippe Oriol, Rennes, Presses universitaires de Rennes, 2007.
- Lorsque le regard l'emporte sur le message : les courts métrages de lutte contre la tuberculose d'Edgar G. Ulmer, avec Christian Bonah, texte paru dans Alliage, cinéma et sciences, n°71, décembre 2012[11].
- Roberto Rossellini 1, c'est une attitude d'amour, parfois d'être emmerdant, 1 vol., entretien avec Renzo Rossellini, avec Vincent Lowy et Patrick Werly, Strasbourg, Institut culturel italien, 2010 ; éditions Lormont, Le Bord de l'eau, 2013, 139 p.
- Vincent Lowy et C.Bonat, La propagande sanitaire par le film documentaire en France et en Allemagne. Réflexions à partir de deux exemples du milieu des années 1930 in Nazisme, science et médecine, Paris, Glyphe, 2006.

Direction de publication
- Crimes et génocide nazis à l'écran (Nazi misdaden en genociden op het schern), dossier coordonné par Vincent Lowy, Centre d'études et de documentation mémoire d'Auschwitz, impr. Bruxelles, 2009 ; Paris, éditions Kimé, 2009, (BNF 42072218).